# Горяны (Козинское сельское поселение)
Горяны — деревня в Смоленском районе Смоленской области России. Входит в состав Козинского сельского поселения. Население — 31 житель (2007 год).
Расположена в западной части области в 3 км к юго-востоку от Смоленска, в 1 км восточнее автодороги А141 Орёл — Витебск, на берегу реки Дресна. В 8 км северо-восточнее деревни расположена железнодорожная станция Соколья Гора на линии Смоленск — Рославль.

## История
В годы Великой Отечественной войны деревня была оккупирована гитлеровскими войсками в июле 1941 года, освобождена в сентябре 1943 года.